# Olainfarm
АТ Olainfarm (укр. Олайнфарм) — фармацевтичне підприємство в Латвії, одна з найбільших фармацевтичних компаній в країнах Балтії. Головне виробництво знаходиться в Олайне. На підприємстві працюють близько 800 працівників. Голова правління компанії — Валерій Малигін.
Компанія була заснована в 1972 році як державне підприємство під назвою «Олайнський хіміко-фармацевтичний завод», основною метою якої було забезпечення фармацевтичною сировиною усіх заводів Радянського Союзу, що займаються виробництвом готових лікарських форм.
З 2011 року Olainfarm поставляє протитуберкульозні засоби Всесвітньої організації охорони здоров'я. Акції підприємства котируються в Офіційному списку Ризької фондової біржі, що входить в NASDAQ OMX.
Olainfarm є засновником премії в області хімії.